# Natalie Gulbis
Pour les articles homonymes, voir Gulbis.
Natalie Anne Gulbis, née le 7 janvier 1983 à Sacramento, est une golfeuse professionnelle américaine qui joue aux États-Unis sur le LPGA Tour. Elle remporte son premier titre sur le circuit professionnel en 2007 à l'Evian Masters en France.

## Biographie
Natalie Gulbis, d'origine lettone, est née à Sacramento en Californie. Natalie commence à s'intéresser au golf dès l'âge de quatre ans. À sept ans, elle remporte son premier tournoi junior. Elle dispute son premier tournoi LPGA Tour en tant qu'amatrice à l'âge de quatorze ans (avec un handicap de 2). Natalie Gulbis a été la meilleure joueuse de l'équipe de golf  à la Granite Bay High School et est diplômée à 16 ans. Par la suite, elle accepte une bourse de golf à l'Université d'Arizona où elle devient coéquipière de Lorena Ochoa. Après une saison avec les Arizona Wildcats, Gulbis quitte l'université de Tucson pour devenir professionnelle en juillet 2001 à l'âge de dix-huit ans.
Durant ses cinq premières années professionnelles, elle ne remporte aucun tournoi, en revanche sur la saison 2005 elle se hisse au sixième rang des golfeuses les mieux payées avec plus d'un million de dollars en gains lui permettant de disputer la Solheim Cup avec les États-Unis. Par ailleurs, elle termine consécutivement dans le top 10 des quatre grands chelems entre le LPGA Championship 2005 et le Kraft Nabisco 2006.
Il faut attendre juillet 2007 pour qu'elle remporte son premier tournoi sur le circuit professionnel, en battant en playoff la sud-coréenne Jeong Jang lors de l'Evian Masters en France. Elle gagne 300 000 $ grâce à cette victoire.

## Palmarès

### Victoires professionnelles
LPGA Tour (1)
| Place | Date            | Tournois      | Score final     | Score au par | Marge de victoire | Seconde au classement | Gains (S) |
| ----- | --------------- | ------------- | --------------- | ------------ | ----------------- | --------------------- | --------- |
| 1     | 29 juillet 2007 | Evian Masters | 72-69-73-70=284 | –4           | Playoff           | Jeong Jang            | 300,000   |

Playoffs joués sur le LPGA Tour (2)
| Place | Année | Tournois                         | Opposante(s) | Résultat                                                   |
| ----- | ----- | -------------------------------- | ------------ | ---------------------------------------------------------- |
| 1     | 2006  | Jamie Farr Owens Corning Classic | Mi-Hyun Kim  | Manquement de birdie sur le troisième trou supplémentaire  |
| 2     | 2007  | Evian Masters                    | Jeong Jang   | Victoire avec un birdie sur le premier trou supplémentaire |

Autres victoires (3)
- 2007 : Wendy's 3-Tour Challenge (avec Cristie Kerr et Morgan Pressel, événement non officiel).
- 2009 : Wendy's 3-Tour Challenge (avec Cristie Kerr et Suzann Pettersen, événement non officiel).
- 2013 : Wendy's 3-Tour Challenge (avec Cristie Kerr et Stacy Lewis, événement non officiel).

### Résultats dans les tournois majeurs
| Tournois               | 2001 | 2002 | 2003 | 2004 | 2005 | 2006 | 2007 | 2008 | 2009 | 2010 | 2011 | 2012 | 2013 | 2014 | 2015 | 2016 |
| ---------------------- | ---- | ---- | ---- | ---- | ---- | ---- | ---- | ---- | ---- | ---- | ---- | ---- | ---- | ---- | ---- | ---- |
| Ana Inspiration        | -    | -    | 48e  | 58e  | 17e  | 3e   | CUT  | 13e  | 46e  | CUT  | 47e  | 8e   | 32e  | CUT  | -    | -    |
| LPGA Championship      | -    | 15e  | 20e  | 61e  | 5e   | 20e  | -    | CUT  | 21e  | 25e  | 15e  | CUT  | CUT  | -    | CUT  | -    |
| Open américain         | 34e  | CUT  | 13e  | 37e  | 4e   | 16e  | 35e  | CUT  | -    | 14e  | 33e  | CUT  | 61e  | CUT  | CUT  | -    |
| Open britannique       | -    | 13e  | CUT  | 13e  | 8e   | 16e  | 23e  | 9e   | CUT  | -    | CUT  | CUT  | 9e   | -    | CUT  | -    |
| The Evian Championship |      |      |      |      |      |      |      |      |      |      |      |      | 52e  | -    | CUT  | -    |

CUT = A raté le cut

Fond jaune : top 10 / Fond vert : victoire
The Evian Championship, anciennement Evian Masters est le nouveau majeur de la saison 2013 sur le circuit LPGA.
Ana Inspiration est, dès la saison 2013, la nouvelle appellation du Championnat Kraft Nabisco.

### Résumé de carrière sur le LPGA Tour
| Année | Tournois joués | Cuts passés | Victoires | 2e | 3e | Tops 10 | Meilleure place | Gains ($) | Classement sur Money List | Score moyen | Classement sur scores | Classement mondial |
| ----- | -------------- | ----------- | --------- | -- | -- | ------- | --------------- | --------- | ------------------------- | ----------- | --------------------- | ------------------ |
| 1997  | 1              | 0           | 0         | 0  | 0  | 0       | n/a             | n/a       | n/a                       | 82,50       | n/a                   | n/a                |
| 1998  | 1              | 0           | 0         | 0  | 0  | 0       | n/a             | n/a       | n/a                       | 80,00       | n/a                   | n/a                |
| 2001  | 1              | 1           | 0         | 0  | 0  | 0       | T34             | n/a       | n/a                       | 73,0        | n/a                   | n/a                |
| 2002  | 26             | 17          | 0         | 0  | 0  | 4       | T5              | 257 310   | 39                        | 72,34       |                       | n/a                |
| 2003  | 26             | 22          | 0         | 0  | 0  | 0       | T12             | 251 562   | 39                        | 71,91       |                       | n/a                |
| 2004  | 27             | 22          | 0         | 0  | 0  | 2       | T7              | 277 093   | 42                        | 71,72       | 36                    | n/a                |
| 2005  | 27             | 26          | 0         | 0  | 2  | 12      | T3              | 1 010 154 | 6                         | 71,24       | 5                     | n/a                |
| 2006  | 26             | 25          | 0         | 1  | 1  | 7       | T2              | 693 968   | 16                        | 71,00       | 9                     | 19                 |
| 2007  | 22             | 19          | 1         | 1  | 1  | 5       | T1              | 886 404   | 12                        | 72,21       | 28                    | 22                 |
| 2008  | 20             | 14          | 0         | 0  | 0  | 1       | T9              | 266 237   | 56                        | 72,03       | 41                    | 42                 |
| 2009  | 21             | 18          | 0         | 0  | 0  | 2       | T7              | 326 392   | 40                        | 71,32       | 19                    | 58                 |
| 2010  | 18             | 14          | 0         | 0  | 0  | 0       | T12             | 178 044   | 51                        | 72,39       | 48                    | 98                 |
| 2011  | 20             | 16          | 0         | 0  | 0  | 0       | T15             | 191 101   | 51                        | 72,65       | 49                    | 118                |
| 2012  | 22             | 15          | 0         | 0  | 0  | 3       | T4              | 321 472   | 42                        | 72,27       | 45                    | 94                 |
| 2013  | 20             | 16          | 0         | 0  | 0  | 1       | T9              | 187 237   | 63                        | 72,79       | 83                    | 110                |
| 2014  | 11             | 5           | 0         | 0  | 0  | 0       | T19             | 20 447    | 138                       | 73,87       | 146                   | 142                |
| 2015  | 14             | 6           | 0         | 0  | 0  | 0       | T25             | 39 575    | 118                       | 73,38       | 121                   | 363                |
| 2016  | 8              | 0           | 0         | 0  | 0  | 0       | -               | 0         | -                         | 73,64       | -                     | 555                |
| 2017  | 1              | 0           | 0         | 0  | 0  | 0       | -               | 0         | -                         | 77          | 134                   | 732                |

### Équipes
Professionnel
- Solheim Cup (représentant les États-Unis): 2007 (victoire), 2009 (victoire)

| Année    | Total des matches | Total V-D-N | Simple V-D-N                     | Foursome V-D-N                                    | 4 balles V-D-N                  | Points gagnés | % de points |
| -------- | ----------------- | ----------- | -------------------------------- | ------------------------------------------------- | ------------------------------- | ------------- | ----------- |
| Carrière | 10                | 5-4-1       | 2-0-1                            | 2-3-0                                             | 1-1-0                           | 5,5           | 55 %        |
| 2005     | 4                 | 3-1-0       | 1-0-0 gagne contre M. Hjorth 2&1 | 1-1-0 perd avec C. Kerr 2&1 gagne avec C. Kim 4&2 | 1-0-0 gagne avec C. Kerr 2&1    | 3,0           | 75 %        |
| 2007     | 3                 | 1-2-0       | 1-0-0 gagne contre G. Nocera 4&3 | 0-1-0 perd avec M. Pressel 3&2                    | 0-1-0 perd avec N. Castrale 2up | 1,0           | 33,3 %      |
| 2009     | 3                 | 1-1-1       | 0-0-1 égalité face à J.Moodie    | 1-0-0 gagne avec C. Kim 4&2                       | 0-1-0 perd avec C. Kim 5&4      | 1,5           | 50 %        |

## Business et médias

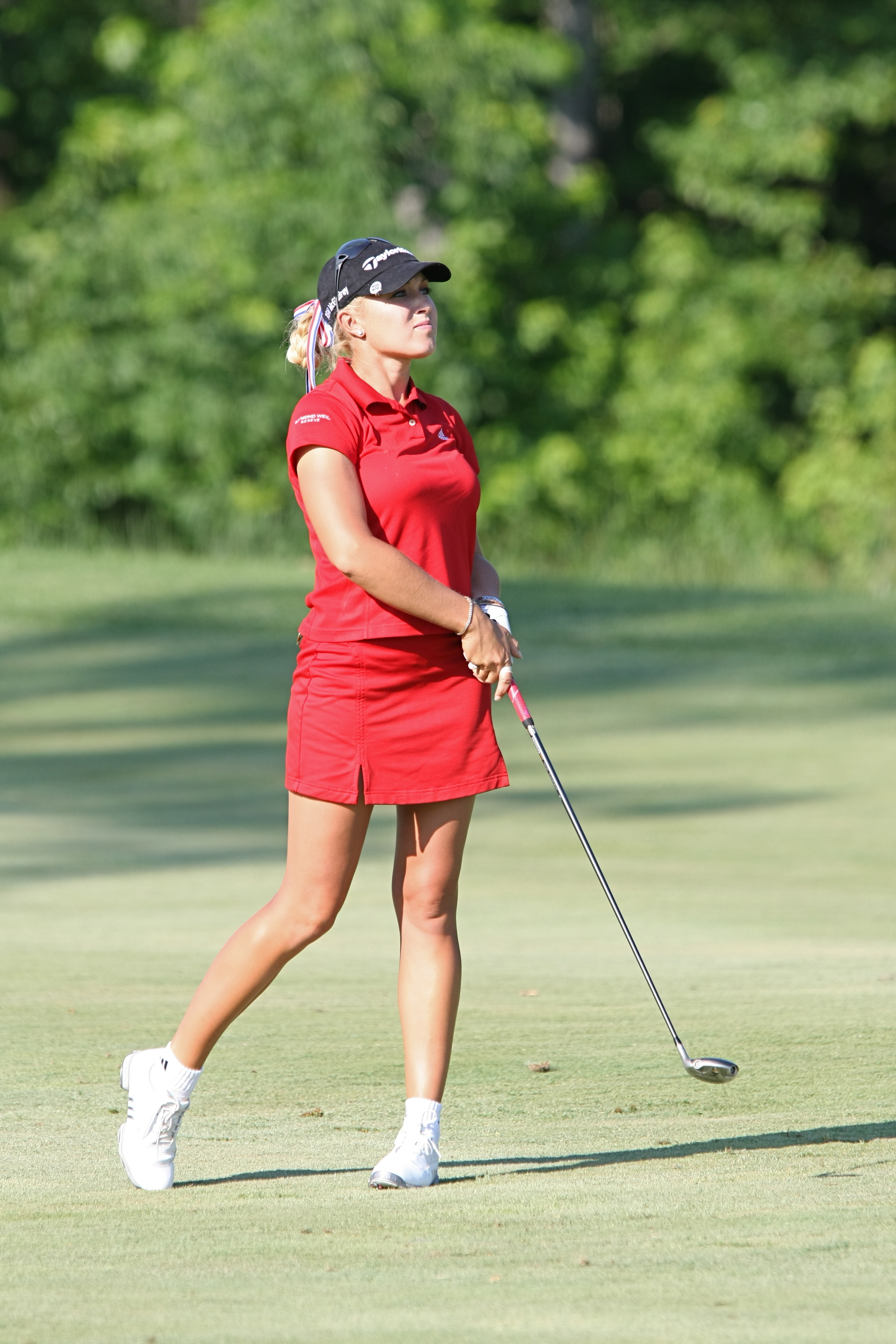
Natalie Gulbis en 2008.

Natalie Gulbis est considérée comme une sex symbol sur le circuit LPGA.
Elle pose pour le magazine FHM en novembre 2004.
Quand Natalie réalise son calendrier en 2005, juste avant l'US Open féminin où elle pose en jouant au golf et d'autres en tenue de bains, l'association de golf des États-Unis trouve cela inapproprié et en interdit la vente. Le calendrier sera finalement en vente libre au Canada, et l'association de golf des États-Unis est critiqué pour avoir réagi de façon exagérée. Natalie dit qu'elle aime l'attention qu'elle reçoit, même si ce n'est que pour son apparence.
Depuis, elle multiplie les contrats avec les sponsors : RSM McGladrey, Taylormade Golf, Adidas, Canon, Michelob Ultra, SkyCaddie, Payment Data Systems, MasterCard, Winn Golf Grips, Lake Las Vegas Resort et EA Sports.
En novembre 2005, Natalie est la star d'un télé réalité sur The Golf Channel : The Natalie Gulbis Show. La seconde saison de ce show sort le 18 octobre 2006.
En 2006, Gulbis écrit une rubrique mensuelle dans le magazine FHM sur le golf.
Elle fait également partie du jeu vidéo Tiger Woods PGA Tour d'EA Sports, en compagnie d'Annika Sörenstam, Ian Poulter et Luke Donald entre autres.
En juillet 2007, Natalie Gulbis fait la couverture du magazine Sactown de l'édition d'août/septembre dans un article qui dévoile sa vie trépidante d'étoile montante, de ses nombreux contrats avec les sponsors et de ses séances de photos, le tout sans aucune victoire professionnelle. Gil Ozir, vice-président du marketing pour Raymond Weil, un horloger de luxe et l'un des sponsors de Natalie Gulbis, est cité comme disant « Une fois qu'elle va commencer à gagner, elle va être une superstar ». Quelques jours plus tard, Natalie Gulbis remporte l'Evian Masters, son premier titre professionnel sur le LPGA Tour.
En 2009, elle apparaît dans la deuxième saison de The Celebrity Apprentice. Tout au long de la saison, chaque célébrité recueille des fonds pour un organisme de bienfaisance de leur choix, Natalie ayant choisi Boys and Girls Club. Elle est sortie du jeu lors de l'épisode du 19 avril 2009.
Natalie Gulbis apparaît le 28 avril 2009 dans un épisode de The Price Is Right, version originale du jeu Le Juste Prix. Elle participe également à un jeu Hole in One pour exécuter le jeu du « inspiration putt ». Elle apparaît au "Sports Jobs with Junior Seau" où Seau travaille comme son caddy au cours de la pro-am de la Safeway Classic.
En 2010, elle apparaît dans la dixième saison de la série américaine Les Experts au 12e épisode Long Ball.
En février 2012, Natalie pose pour le magazine Sports Illustrated Swimsuit, un maillot de bain peint sur le corps grâce à la technique de la peinture corporelle.
Janvier 2013, elle inaugure un club Boys and Girls Club à son nom dans le Nevada, visant à aider des enfants défavorisés.